# Чёрная (Великоустюгский район)
Чёрная — деревня в Великоустюгском районе Вологодской области.
Входит в состав Шемогодского сельского поселения, с точки зрения административно-территориального деления — в Шемогодский сельсовет.
Расстояние по автодороге до районного центра Великого Устюга — 10 км, до центра муниципального образования Аристово — 7 км. Ближайшие населённые пункты — Копылово, Рукавишниково, Верхнее Бородкино, Чернаково, Бахарево.
По переписи 2002 года население — 17 человек.